# Boisleux-au-Mont
Boisleux-au-Mont is een gemeente in het Franse departement Pas-de-Calais (regio Hauts-de-France) en telt 479 inwoners (2004). De plaats maakt deel uit van het arrondissement Arras. In de gemeente ligt spoorwegstation Boisleux.

## Geografie
De oppervlakte van Boisleux-au-Mont bedraagt 4,7 km², de bevolkingsdichtheid is 101,9 inwoners per km².
De onderstaande kaart toont de ligging van Boisleux-au-Mont met de belangrijkste infrastructuur en aangrenzende gemeenten.

## Demografie
Onderstaande figuur toont het verloop van het inwonertal (bron: INSEE-tellingen).